# Bombardement op Sint-Niklaas

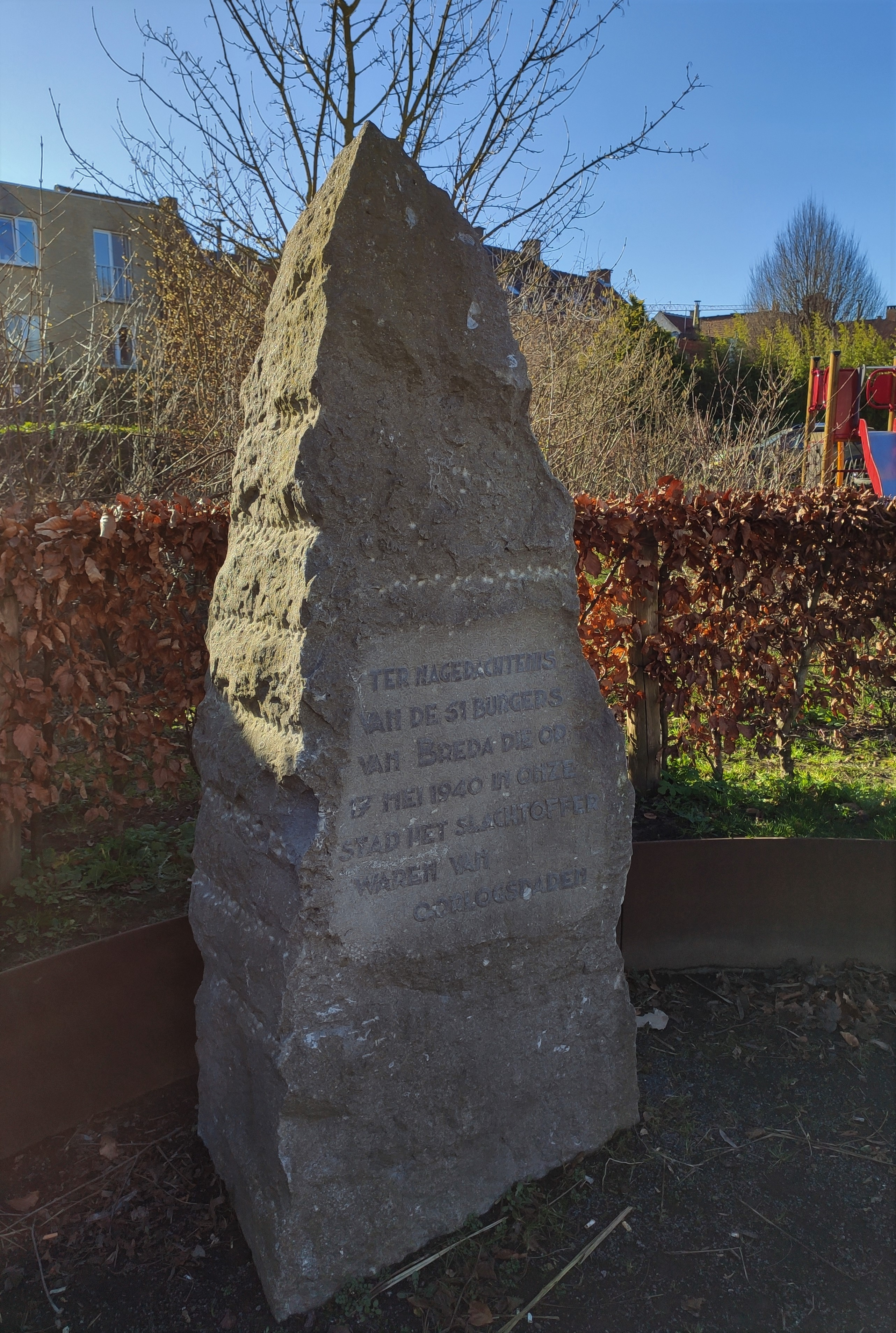
Oorlogsmonument ter nagedachtenis van de slachtoffers uit Breda bij het bombardement van 17 mei 1940.

Sint-Niklaas is meerdere malen gebombardeerd geweest in de Tweede Wereldoorlog. De meeste vonden plaats in mei 1940. In totaal stierven er hierdoor meer dan 120 burgers.

## Bombardement van 17 mei 1940
Het dodelijkste bombardement vond plaats op 17 mei 1940. Omstreeks half één in de namiddag sloegen de bommen van de Luftwaffe in op de Dalstraat, Gasmeterstraat, Molendreef (de huidige Kroonmolenstraat) en Spoorweglaan. Deze richtten aanzienlijke schade aan, met meer dan 80 doden. Onder de dodelijke slachtoffers waren er 51 vluchtelingen uit Breda die onderweg waren naar Antwerpen. Zij zaten verscholen in de plaatselijke meisjesschool in de Gasmeterstraat.

## Andere bombardementen
Dit overzicht is mogelijk incompleet; u kunt helpen door het uit te breiden.
- 10 mei 1940: De baan Gent-Antwerpen (de huidige N70) wordt geraakt met brandbommen ter hoogte van Tereken en de Baenslandwijk. Er vallen vijftien gewonden.[1]
- 12 mei 1940: De Ankerstraat, Antwerpse Steenweg, Klein Hulst, Lindenstraat en Papenakkerstraat worden getroffen door brisantbommen en brandbommen. Er vallen twee dodelijke slachtoffers. Ook brandt de dekenij uit.[1][5]
- 19 mei 1940: Bij een bombardement met brisantbommen op en rond de Grote Markt vallen acht doden en rond de twintig gewonden. Een bom raakt ook de Sint-Nicolaaskerk maar ontploft niet. Twee andere bommen hebben de glasramen wel beschadigd.[1][5]
- 28 mei 1940: De Hertenstraat wordt getroffen door Duitse bommen. Een drietal gebouwen worden daarbij getroffen.[1]

## Herdenking
Elke jaar op 17 mei herdenkt de stad de slachtoffers van het bombardement.
In de Kroonmolenstraat staat sinds 17 mei 1990 een monument van de hand van Hubert Minnebo voor de burgerslachtoffers van de bombardementen op de stad. In de Gasmeterstraat staat een monument er herdenking van de slachtoffers uit Breda. Hierop staat geschreven:

"Ter nagedachtenis van de 51 burgers van Breda die op 17 mei 1940 in onze stad het slachtoffer werden van oorlogsdaden."
De burgslachtoffers uit Sint-Niklaas liggen samen begraven op de begraafplaats van Tereken.